# Експериментальна психологія
Експеримента́льна психоло́гія — це загальне найменування галузі психологічної науки, де активно застосовується метод лабораторного експерименту.

## Сутність напрямку
Експериментальна методика в психології зводиться переважно до лабораторних (рідше — природних) досліджень, в ході яких здійснюється попереднє планування і подальша організація максимально коректних (валідних) у науково-методологічному відношенні психологічних експериментів, що мають те чи інше відношення до самих різних областей психологічної науки, включаючи майже всі напрямки прикладної психології.

## Засади розвитку
Зокрема, дуже велике значення для успішного розвитку експериментальної психології має розробка ефективних експериментальних методів вивчення різних проблем і питань, пов'язаних з психофізіологією відчуттів, сприйняття, розвитку, уваги, свідомості, навчання, пам'яті, мислення, мови.

## Практичне застосування
Останнім часом експериментальні підходи стали активно застосовуватися в соціальній психології, а також при дослідженні психологічних мотивацій і емоцій.